# Oxford United
Oxford United (offiziell: Oxford United Football Club) – auch bekannt als The U’s oder The Yellows – ist ein englischer Fußballverein in Oxford.
Der Klub hat eine bewegte Geschichte erlebt. Er ist der erste Verein Englands, der eine bedeutende nationale Trophäe (1986 gelang der Sieg im League Cup) gewonnen hat und bis in die Conference National abgestiegen ist. Inzwischen spielt er wieder in der zweitklassigen EFL Championship.

## Geschichte

### Frühe Jahre
Der Verein wurde 1893 als Amateurklub unter dem Namen Headington gegründet, ein Jahr später ergänzte man den Namen zu Headington United. Zunächst trat der Verein nur in regionalen Meisterschaften an, bis der Klub 1949 in die Southern Football League aufgenommen wurde und zu einem Profiverein umstrukturiert wurde. 1960 erhielt der Verein den heutigen Namen.

### Aufstiegsjahre
In den folgenden beiden Jahren gelang United die Meisterschaft in der Southern Football League, woraufhin die Mannschaft 1962 in die Fourth Division gewählt wurde, um dort Accrington Stanley, die bankrott waren, zu ersetzen. Zwei 18. Plätzen folgte 1965 der Aufstieg in die Third Division. 1964 war die Mannschaft als erster Viertligist in der Geschichte des Wettbewerbs bis ins Viertelfinale des FA Cups vorgedrungen.
In der sechsten Saison gelang 1968 der Meistertitel der Third Division. Es folgten acht Jahre in der Second Division, ehe United 1976 wieder abstieg. 1982 wurde der Verein vom britischen Verleger und Politiker Robert Maxwell übernommen. Dieser schlug eine Fusion mit dem Ortsnachbarn FC Reading zu Thames Valley Royals, wie der Verein heißen sollte, vor, die nach Fanprotesten beiderseits nicht vollzogen wurde.
1984 gelang United als Drittligameister die Rückkehr in die Second Division. Trainer Jim Smith führte die Mannschaft dort erneut zum Titel, so dass United ab 1985 erstmals in der erstklassigen First Division antrat. Smith verließ daraufhin den Verein, um bei den Queens Park Rangers anzuheuern. Sein Nachfolger Maurice Evans schaffte den Klassenerhalt und führte den Verein zum Gewinn des League Cup 1985/86 durch einen 3:0-Erfolg gegen die Queens Park Rangers. Wegen der Katastrophe von Heysel konnte der Klub jedoch nicht im Europapokal mitspielen.
1987 übergab Maxwell den Verein an seinen Sohn Kevin. In der folgenden Saison wurde nach drei Jahren Erstklassigkeit der Klassenerhalt verpasst. Aufregung gab es um Dean Saunders, der zu Derby County, dem weiteren Team von Robert Maxwell, wechselte.

### Abstiegsjahre
Es folgten sechs Jahre in der Zweitklassigkeit, ehe United 1994 in die mittlerweile drittklassige Second Division abstieg. Dort gelangen 1996 Vizemeisterschaft und Wiederaufstieg. Im Juni 1995 hatte der Klub einen Stadionneubau beschlossen, der den Verein in finanzielle Schwierigkeiten brachte. Anhänger gründeten die Initiative FOUL (Fighting for Oxford United’s Life), ehe Firoz Kassam im April 1999 89,9 % der Anteile des Klubs und damit ungefähr 15 Millionen £ Schulden für den Kaufpreis von 1 £ übernahm. In derselben Saison stieg die Mannschaft, die während der Spielzeit teilweise auf ihren Lohn warten musste, als Vorletzter ab. Auch in der folgenden Saison konnte die Mannschaft nicht an erfolgreiche Zeiten anknüpfen und schaffte nur den 20. Platz in der Second Division, einen Punkt vor Absteiger Cardiff City. Die folgende Saison wurde noch schlimmer: mit 100 Gegentoren und 33 Niederlagen, zweitschlechtester Wert, den je eine Mannschaft im englischen Ligasystem erzielt hat, wurde United abgeschlagen Tabellenletzter.
2002 konnte United nach sechs Jahren Ungewissheit ihr neues Stadion, das nach dem Vereinsbesitzer benannte Kassam Stadium, beziehen. Dennoch erreichte die Mannschaft in der Viertklassigkeit nur den 21. Platz, die schlechteste Platzierung, die der Klub bis dahin im Ligasystem erreicht hatte. In der folgenden Saison wurde mit dem achten Platz ein Relegationsplatz nur um drei Punkte verpasst. Nach einem guten Start 2003 sah es für den Verein gut aus, die Liga wieder nach oben verlassen zu können. Als jedoch Trainer Ian Atkins im März seinen Wechsel zum Rivalen Bristol Rovers bekannt gab und daraufhin gefeuert wurde, konnte der Nachfolger Graham Rix die erfolgreiche Arbeit nicht fortsetzen und der Klub fiel auf Platz neun am Jahresende zurück.
Nach einem 15. Platz 2005 und mehreren Trainerwechseln in der Saison 2005/06 musste United nach 44 Jahren im englischen Ligasystem absteigen. Im März 2006 verkaufte Kassam den Verein für 2 Millionen £ an Nick Merry, einen in Florida tätigen Geschäftsmann, der in den 1970er Jahren selbst beim Verein in der Jugend gespielt hatte. Dieser holte Jim Smith, den erfolgreichsten Trainer der Vereinsgeschichte, zurück. Zum Saisonstart gelangen 18 Spiele ohne Niederlage, ein Rekord für die Conference National. Zum Spiel gegen den FC Woking am 2. Weihnachtsfeiertag kamen 11.065 Zuschauer, die höchste Zuschauerzahl in einem Spiel der Football Conference.

### Etablierung in der Conference National
In der Spielzeit 2006/07 erreichte Oxford mit 81 Punkten den zweiten Rang in der Conference National und qualifizierte sich damit für die Playoff-Spiele um den Aufstieg in die Football League Two. Nachdem Oxford das Hinspiel der Halbfinals gegen Exeter City knapp gewonnen hatte, unterlag die Mannschaft im Rückspiel mit 1:2 und verlor das entscheidende Elfmeterschießen. Schließlich zog Exeter ins Finale ein und Oxford verpasste den Wiederaufstieg in die League Two. In der darauffolgenden Saison belegte die Mannschaft den 9. Rang und lag zehn Punkte hinter dem fünftplatzierten Burton Albion. In der Saison 2008/09 gehörte Oxford wieder zu den besten Teams der Liga und hätte mit dem fünften Platz in der Conference National die Playoffs erreicht, jedoch wurde dem Verein aufgrund eines nicht spielberechtigten Spielers fünf Punkte abgezogen. Oxford fiel damit noch auf den siebten Rang und somit aus dem Playoff-Rängen.
Auch in der Saison 2009/10 spielte die Mannschaft wieder um den Aufstieg mit. Die Mannschaft erspielte sich im Verlauf der Spielzeit insgesamt 86 Punkte und erreichte den dritten Rang, der zu den Playoff-Spielen um den Aufstieg in die Football League Two berechtigte. In den Halbfinals wurde Rushden & Diamonds nach einem 1:1-Unentschieden mit einem 2:0-Sieg im Rückspiel bezwungen. Zum Finalspiel am 16. Mai 2010 gegen York City im Wembley-Stadion wurden 38.957 Zuschauer gezählt, die Partie endete mit einem 3:1-Sieg für Oxford und der damit verbundenen Rückkehr zur folgenden Saison in die vierthöchste Spielklasse.

### Rückkehr in die League One
Nach mehreren Saisons im Mittelfeld der Football League Two, oft charakterisiert durch gute Starts gefolgt von häufigen Niederlagen am Stück, gelang Oxford in der Saison 2015/16 unter dem neuen Trainer Michael Appleton der Wiederaufstieg in die dritthöchste Spielklasse, die League One.
In der Saison 2019/20 scheiterte man erst im Finale der Relegationsspiele um den Aufstieg in die zweitklassige EFL Championship an Wycombe Wanderers, 2024 setzte man sich vor 70.000 Zuschauern im Wembley-Stadion gegen die Bolton Wanderers durch und spielt damit in der Saison 2024/25 erstmals seit 1999 wieder zweitklassig.

## Erfolge
- League-Cup-Sieger: 1986
- Teilnahme an der First Division (erste Liga): 1985 bis 1988
- Meister der Football League Second Division: 1984/85